# 홍예문로
홍예문로(虹霓門路)는 인천광역시 중구 해안동3가에서 전동까지 이르는 인천광역시도로, 총 연장은 1.024 km이다.

## 유래
본 도로명은 홍예문을 지나는 도로로, 지역문화재명을 활용하는 것에서 유래되었다.

## 노선 정보
- 총 연장 : 1.024 km
- 기점 : 인천광역시 중구 해안동3가 4도 (교차로 미상 = 제물량로와 교차)
- 종점 : 인천광역시 중구 전동 37-1도 (교차로 미상 = 참외전로와 교차, 송화로와 직결)

## 지리

### 통과하는 지자체
- 중구
  - 해안동3·4가 - 중앙동3·4가 - 관동2·3가 - 송학동2·3가 - 전동[A]

### 접촉하는 도로
- 제물량로 (국도 제42호선, 국도 제46호선, 국도 제77호선, 국가지원지방도 제84호선의 일부)
- 송학로
- 자유공원로
- 전동로
- 송화로 (직결)
- 참외전로

### 주변에 있는 시설
신포동 (구 중앙동)
- 포트뷰오피스텔
- 중화루
- 최고집 신포본점
- 대영
- 알파항공여행사
- 월미
- 그릭그릭
- 세븐일레븐 인천중구홍예문점
- 배떡 동인천점
- 명소
- 홍예문 김밥
- 옹진군선거관리위원회
- 꿈벗도서관
- 고려맨션
- 인성여자중학교
- 인성여자고등학교
- 인성다목적관
- 홍예문

동인천동 (옛 인현동)
- 휄리스
- 인천중부소방서 심폐소생술교육센터
- 주영맨션
- 자유파크빌라
- 반석빌딩
- 그린빌라
- 금빛사랑채
- 중구푸드마켓뱅크
- 인현전동경로당
- 마리오삼치
- 동인천새마을금고 본점
- GS25 동인천본점
- 카페올라
- 뉴코아아파트
- 벧엘교회